# Groupe d'Alinda
Pour les articles homonymes, voir Alinda (homonymie).
Le groupe d'Alinda est un groupe d'astéroïdes de grand axe d'environ 2,5 UA et d'excentricité orbitale d'environ 0,4 à 0,65. Le groupe d'Alida est nommé d'après (887) Alinda, découvert par Max Wolf en 1918.

## Caractéristiques
Ces astéroïdes sont en résonance orbitale 1:3 avec Jupiter, ce qui leur donne une résonance proche de 4:1 avec la Terre. Un objet de telle résonance voit augmenter son excentricité orbitale du fait des interactions avec Jupiter, jusqu'à ce qu'un fort rapprochement avec une planète intérieure brise la résonance.
Le périhélie de certains membres du groupe d'Alinda est très proche de l'orbite terrestre, ce qui résulte en une série de forts rapprochements tous les quatre ans, vu la résonance 4:1. Donc si on ne peut pas observer un tel astéroïde quand il est près de la Terre à cause d'une position défavorable, par exemple, s'il est proche angulairement du Soleil, alors cette situation peut se répéter et persister pendant des décennies. Par exemple, (1915) Quetzálcoatl n'a été observé qu'une fois entre 1985 et 2010.
Une autre conséquence de l'approche répétée vers la Terre est que cela fait de ces astéroïdes de bons sujets pour leur étude par radar à partir de la Terre. C'est le cas de (4179) Toutatis et (6489) Golevka.

## Membres
| Nom                 | a       | e       |
| ------------------- | ------- | ------- |
| (887) Alinda        | 2,48422 | 0,56356 |
| (1429) Pemba        | 2,55185 | 0,33858 |
| (1550) Tito         | 2,54673 | 0,30984 |
| (1607) Mavis        | 2,54783 | 0,30741 |
| (1915) Quetzálcoatl | 2,54207 | 0,57170 |
| (2608) Sénèque      | 2,5035  | 0,57620 |
| (3360) Syrinx       | 2,46803 | 0,74295 |
| (3628) Božněmcová   | 2,53691 | 0,30052 |
| (3806) Tremaine     | 2,54058 | 0,31301 |
| (4179) Toutatis     | 2,51005 | 0,63423 |
| (5847) Wakiya       | 2,54442 | 0,30086 |
| (5864) Montgolfier  | 2,55866 | 0,32007 |
| (6318) Cronkite     | 2,51002 | 0,46522 |
| (6322) 1991 CQ      | 2,51628 | 0,47349 |
| (6489) Golevka      | 2,50768 | 0,60382 |
| (6491) 1991 OA      | 2,50959 | 0,58946 |
| (7092) Cadmos       | 2,52493 | 0,70202 |
| (7345) Happer       | 2,45047 | 0,32467 |
| (7568) 1988 VJ2     | 2,52739 | 0,33216 |
| (7569) 1989 BK      | 2,54950 | 0,30348 |
| (7638) Gladman      | 2,53634 | 0,31606 |
| (8201) 1994 AH2     | 2,53362 | 0,70851 |
| (8709) Kadlu        | 2,53497 | 0,48432 |
| (9047) 1991 QF      | 2,52479 | 0,31661 |